# Антизападничество

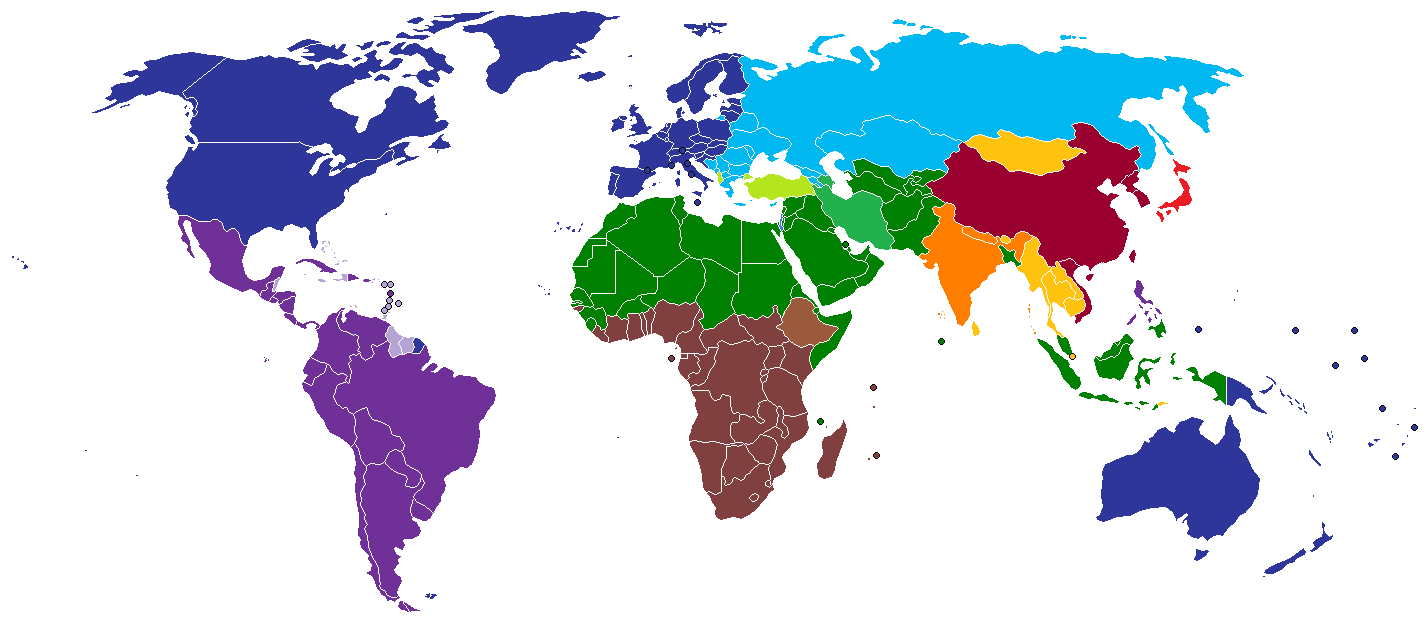
Карта этнокультурного разделения цивилизаций, построенная по концепции столкновения цивилизаций Сэмюэла Хантингтона: западная культура (тёмно-синий цвет), латиноамериканская культура (фиолетовый цвет), японская культура (ярко-красный цвет), синская культура (бордовый цвет), индийская культура (оранжевый цвет), исламская культура (зелёный цвет), православная культура (бирюзовый цвет), буддийская культура (жёлтый цвет) и африканская культура (коричневый цвет)

Антиатланти́зм (англ. Anti-Atlanticism), вестернофо́бия (англ. Westernophobia), антиза́падные настрое́ния (англ. Anti-Western sentiment), антиза́падничество — собирательное название идеологии и геополитической мысли, заключающейся в неприятии ряда материальных и духовных ценностей Западного мира (в том числе и отдельных европейских ценностей) отдельными личностями и организациями, нежелании осуществлять сближение с военно-политическим блоком НАТО (Организацией Северо-Атлантического договора, от наименования которой и происходит название идеологии) и непризнании Северной Атлантики как центра мирового господства.

## Сущность
США и Великобритания, имеющие прямой доступ к Атлантическому океану — страны, чьи ценности и взгляды как минимум не разделяются, а как максимум осуждаются идеологами и сторонниками антиатлантизма. Сторонники подобных антизападных настроений считают США и Великобританию ответственными за развязывание ряда локальных конфликтов в мире и насаждение своего политического влияния. Идеология антиатлантизма широко распространена в странах Европы, считающих евроатлантизм угрозой национальной идентичности и самобытности народов Европы, пользуется широкой поддержкой в мусульманском мире в первую очередь из-за поддержки НАТО позиции Израиля в арабо-израильском конфликте. При этом среди антиатлантистов бывают распространены и исламофобские настроения.
После Холодной войны социолог Сэмюэл Хантингтон предсказывал, что конфликты, вызванные экономической идеологией, уступят место межкультурным конфликтам. Экономический и политический регионализм заставит страны, не относящиеся к Западному миру, сблизиться с теми, кто разделяет убеждения подобных стран. При этом сторонники Западного мира столкнутся с серьёзной проблемой в виде исламских стран с высокой численностью населения.

## Антиатлантизм по частям света

### Африка

#### Чёрная Африка
Чёрная Африка является примером пост-колониального кризиса: страны, избавившиеся от власти европейских метрополий, столкнулись с серьёзными проблемами, не позволяющими им удерживать на плаву национальную экономику, внутриполитическую стабильность и уровень жизни. В Африке до сих пор не прекращаются конфликты на межнациональной и межрелигиозной почве, предпосылки к которым были заложены ещё колониальными властями.

#### Африканеры
Некоторые африканерские националисты после начала вторжения России на Украину 24 февраля 2022 года выступили с обвинениями в адрес США и НАТО в многолетнем несправедливом отношении к России и возложили на них ответственность за происходящее.

### Дальний Восток

#### Китай
С 1980-х годов среди китайской молодёжи распространены антизападные настроения. Несколько всплесков пришлись на 1999 год после уничтожения посольства Китая в Белграде и на 2008 год во время всемирной эстафеты олимпийского огня, когда в Тибете прошли акции протеста. В организации беспорядков и протестов китайцы обвинили неких западных лоббистов.
Несмотря на в целом позитивное отношение населения Китая к Соединённым Штатам в социологических опросах, определённое недоверие Китая к странам Западной Европы и США сохраняется и по сей день: некоторые деятели Китая напоминают о «веке унижения», периоде с 1839 по 1949 годы, когда Китай не был полностью суверенной страной и не контролировал большую часть своих действующих территорий, что поощрялось Японией и Западом.

#### Япония
Основы антизападных настроений в Японии кроются в истории этой страны. Подобные настроения зародились ещё во время почти двухсотлетнего периода изоляции. Отдельные организации выражают своё недовольство текущей идеологией, осуждая атомные бомбардировки Хиросимы и Нагасаки как акты варварства.

#### Сингапур
Ли Куан Ю, премьер-министр Сингапура, не раз говорил о том, что страны Восточной Азии (в основном, Четыре азиатских тигра) должны достигать западных уровней жизни без принятия институтов и принципов либеральной демократии.

### Европа
В европейских странах действуют правые националистические партии, которые выступают за полное изменение системы отношений стран Европы и установление действительно взаимовыгодных и доброжелательных отношений как со странами-членами Евросоюза, так и не входящими в него (в том числе и с Россией). Подобные националистические партии, как правило, придерживаются и евроскептических убеждений.

#### Германия
Всплески антиатлантических настроений в Германии особо ярко наблюдаются с моментов появления беженцев с Ближнего Востока и Северной Африки и первых беспорядков и случаев изнасилования коренных жительниц мигрантами, что усилило исламофобские настроения в стране.

#### Испания
Политическую партию «Подемос» иногда относят к сторонникам антиатлантизма.

#### Нидерланды
Партия свободы и Форум за демократию опираются на исламофобию и отстаивание национальной идентичности, приводя как частный аргумент, что около половины марокканцев-учеников школ и колледжей ассоциируют себя именно как представители мусульманского мира и выражают недовольство Западным миром, однако при этом не собираются возвращаться на историческую родину.

#### Россия[17]
В России многие партии и политики, поддерживающие христианские традиционные ценности, не принимают идеологию западного либерализма. В частности, критике подвергаются идея мультикультурного общества и так называемая «позитивная дискриминация» под предлогом защиты прав граждан вне зависимости от половой, гендерной, национальной, этнической, расовой, религиозной принадлежности; оправдание антикоммунистических деятелей как жертв тоталитарного режима, замалчивание их сотрудничества со странами оси в годы Второй мировой войны и с западными разведками в эпоху маккартизма. Антизападные настроения особенно сильны среди националистических партий и общественных организаций России, противопоставляющих себя либеральным идеям. Отдельные сторонники панъевропеизма, которые выступают за дальнейшее сближение со странами Европы, осуждают текущую схему отношений между Европой и США, которая работает и в ущерб России. Многие националисты осуждают расширение НАТО на восток и ведение войны против Югославии в 1999 году и считают блок НАТО виновным в усугублении многих вооружённых конфликтов в Европе, Азии и Африке.
Одним из наиболее непримиримых противников идеологии евроатлантизма считался Владимир Жириновский, заместитель Председателя Государственной Думы в 2000—2011 годах. Владимир Путин, президент России в 2000—2008 годах и с 2012 года, не раз подвергал критике глобализм и неолиберализм, будучи консерватором в плане социальной и культурной политики. Путин оказывает большую поддержку Русской православной церкви, отстаивающей традиционные русские ценности и в целом одобрительно относящейся к умеренному русскому национализму.
На законодательном уровне Правительство Российской Федерации приняло несколько решений, направленных против принятия ювенальной юстиции и действий организаций по защите ЛГБТ-меньшинств. В связи с так называемым «законом Яровой» в России прекратилась деятельность христианской организации «Свидетели Иеговы», которую обвиняли в действиях в интересах США.

#### Сербия
Политологи называют Балканский регион одним из «островков» противников евроатлантизма в связи с разразившейся гражданской войной и распадом Югославии. Наиболее яркие антиатлантические настроения среди стран Европы проявляются в Сербии, где многие националистические партии и движения осуждают инициативы по вступлению в НАТО в связи с агрессией блока против Югославии в 1999 году с последовавшим отделением Косово и как минимум настороженно относятся к инициативам о вступлении в Евросоюз.
Примерами противников вступления в НАТО и Евросоюз являются партия «Заветники» и движение «Двери српске».

#### Франция
Политика антиатлантизма была основой внешней политики Франции после её выхода из НАТО в июле 1966 года, особенно при президентстве Шарля Де Голля. Период антиатлантизма де-факто прекратился в 2009 году после возвращения Франции в НАТО. Отдельные националистические партии, в основном Национальное объединение и Реконкиста, продолжают следовать традициям антиатлантизма, подвергая критике попытки Евросоюза развивать мультикультурное общество и протестуя против нелегальной миграции из Африки и Магриба в частности.

### Азия

#### Ближний Восток
Исламские экстремистские группировки (в том числе Аль-Каида и ИГИЛ) используют антизападные настроения для насаждения ваххабистской идеологии в Европе.

#### Иран
В Средней Азии конкурируют три геополитические тенденции: пантюркизм (Турция, член НАТО и кандидат в ЕС), ваххабизм (Саудовская Аравия, партнёр США) и фундаментализм (Иран). Шиитский исламизм иранского типа несёт крайне выраженную антиамериканскую и антиатлантическую направленность, которая укрепляется за счёт хороших отношений Ирана с Россией.

#### Турция[33]
Несмотря на то, что Турция является членом НАТО и кандидатом на вступление в Евросоюз, она испытывает серьёзное недоверие к Западной Европе, корни которого уходят ещё в эпоху Османской империи.